# Витал, Матеус
Матеус да Силва Витал Асумпсан (порт. Mateus da Silva Vital Assumpção; родился 12 февраля 1998 года в Рио-де-Жанейро) — бразильский футболист, полузащитник клуба «Панатинаикос».

## Биография
Матеус Витал — воспитанник клуба «Васко да Гама». 6 декабря 2015 года в матче против «Коритибы» он дебютировал в бразильской Серии А, выйдя на поле на замену на 30-й минуте вместо Дигуньо. В сезоне 2017 года стал игроком основного состава клуба, заняв место атакующего полузащитника. Летом 2018 года донецкий «Шахтёр» предпринимал попытку подписать хавбека. «Горняки» были готовы заплатить за бразильца порядка 8 миллионов долларов, однако сам футболист не захотел уходить из «Коринтианса».

## Титулы и достижения
- Чемпион штата Сан-Паулу (2): 2018, 2019
- Чемпион штата Рио-де-Жанейро (1): 2016
- Финалист Кубка Бразилии (1): 2018